# Catarina Pamplona Corte-Real
Catarina Pamplona Corte-Real, primeira e única baronesa de Teixeira, (Angra do Heroísmo, 21 de Julho de 1846 – Castro Daire, 191?) foi uma benemérita açoriana que se distinguiu pela disponibilização de vultosos donativos, incluindo o imóvel onde durante muitos anos funcionou a Escola Industrial e Comercial de Angra do Heroísmo. Foi casada com João Tomás Teixeira, um abastado comerciante e político da cidade de Angra do Heroísmo, a cuja Câmara Municipal presidiu.

## Biografia
Catarina Pamplona Corte-Real foi casada com João Tomás Teixeira, comerciante e abastado proprietário, destacado militante do Partido Progressista que chegou a presidir à Câmara Municipal de Angra do Heroísmo.
O casal teve apenas duas filhas, falecidas precocemente, uma em criança e a outra na juventude. João Tomás Teixeira dedicou-se então a trabalhos de serralharia artística e a esposa a obras de benemerência, participando em múltiplas iniciativas filantrópicas. 
Catarina Pamplona Corte-Real enviuvou em 1900, tendo então doado a sua casa ao Orfanato Beato João Baptista Machado, com a condição de nela ser instalada a Escola Industrial e Comercial de Angra do Heroísmo, instituição à qual ofereceu a serralharia do marido.
A casa, sita na Ladeira de São Francisco, nas traseiras da Câmara Municipal, foi adaptada ao novo uso, sendo a instalação da Escola Industrial inaugurada pelo rei D. Carlos I de Portugal aquando da visita régia aos Açores em Julho de 1901. Uma placa de mármore encastrada na fachada do imóvel relembra a oferta feita pela baronesa em memória de seu marido.
Na sequência da sua visita aos Açores e da inauguração da Escola Industrial, por decreto de 22 de Julho de 1901, o rei D. Carlos I agraciou Catarina Pamplona Corte-Real com o título de baronesa de Teixeira, a que ela viria a renunciar em 1910.
Em 1902 Catarina Pamplona Corte-Real casou com o juiz António Cândido de Oliveira Figueiredo, natural de Castro Daire, onde nascera em 1843, localidade onde o casal se viria a fixar e onde ela faleceu.